# Première Division (1991/1992)
Sezon 1991/92 Division 1.

## Tabela końcowa
|    | Klub                   | Pkt | M  | Z  | R  | P  | G+ | G− | +/− |  | Komentarz                                             |
| -- | ---------------------- | --- | -- | -- | -- | -- | -- | -- | --- |  | ----------------------------------------------------- |
| 1  | Olympique Marsylia     | 58  | 38 | 23 | 12 | 3  | 67 | 21 | +46 |  | Mistrz Francji Liga Mistrzów                          |
| 2  | AS Monaco              | 52  | 38 | 22 | 8  | 8  | 55 | 33 | +22 |  | Puchar Zdobywców Pucharów (finalista Coupe de France) |
| 3  | Paris SG               | 47  | 38 | 15 | 17 | 6  | 43 | 27 | +16 |  | Puchar UEFA                                           |
| 4  | AJ Auxerre             | 44  | 38 | 16 | 12 | 10 | 55 | 32 | +23 |  | Puchar UEFA                                           |
| 5  | SM Caen                | 44  | 38 | 17 | 10 | 11 | 45 | 44 | +1  |  | Puchar UEFA                                           |
| 6  | Montpellier HSC        | 42  | 38 | 12 | 18 | 8  | 40 | 32 | +8  |  |                                                       |
| 7  | Le Havre AC            | 42  | 38 | 13 | 16 | 9  | 35 | 32 | +3  |  |                                                       |
| 8  | RC Lens                | 39  | 38 | 11 | 17 | 10 | 36 | 30 | +6  |  |                                                       |
| 9  | FC Nantes              | 38  | 38 | 12 | 14 | 12 | 37 | 39 | –2  |  |                                                       |
| 10 | AS Saint-Etienne       | 37  | 38 | 13 | 11 | 14 | 42 | 37 | +5  |  |                                                       |
| 11 | Toulouse FC            | 36  | 38 | 11 | 14 | 13 | 33 | 40 | –7  |  |                                                       |
| 12 | FC Metz                | 35  | 38 | 12 | 11 | 15 | 42 | 43 | –1  |  |                                                       |
| 13 | Lille OSC              | 35  | 38 | 11 | 13 | 14 | 31 | 34 | –3  |  |                                                       |
| 14 | Sporting Toulon        | 32  | 38 | 13 | 6  | 19 | 41 | 55 | –14 |  |                                                       |
| 15 | Nîmes Olympique        | 32  | 38 | 9  | 14 | 15 | 31 | 50 | –19 |  |                                                       |
| 16 | Olympique Lyon         | 31  | 38 | 10 | 11 | 17 | 25 | 39 | –14 |  |                                                       |
| 17 | FC Sochaux-Montbéliard | 31  | 38 | 9  | 13 | 16 | 35 | 50 | –15 |  |                                                       |
| 18 | Stade Rennais          | 29  | 38 | 6  | 17 | 15 | 25 | 42 | –17 |  | Spadek do Division 2                                  |
| 19 | AS Cannes              | 28  | 38 | 8  | 12 | 18 | 34 | 48 | –14 |  | Spadek do Division 2                                  |
| 20 | AS Nancy               | 28  | 38 | 10 | 8  | 20 | 43 | 67 | –24 |  | Spadek do Division 2                                  |

## Awans do Division 1
- Girondins Bordeaux
- Valenciennes FC
- RC Strasbourg

## Najlepsi strzelcy
| Miejsce | Piłkarz              | Narodowość               | Klub               | Gole |
| ------- | -------------------- | ------------------------ | ------------------ | ---- |
| 1       | Jean-Pierre Papin    | Francja                  | Olympique Marsylia | 27   |
| 2       | François Calderaro   | Francja                  | FC Metz            | 19   |
| 3       | George Weah          | Liberia                  | AS Monaco          | 18   |
| 4       | Stéphane Paille      | Francja                  | SM Caen            | 14   |
| 4       | Fabrice Divert       | Francja                  | Montpellier HSC    | 14   |
| 6       | Abedi Pelé           | Ghana                    | Olympique Marsylia | 12   |
| 6       | Christian Perez      | Francja                  | Paris SG           | 12   |
| 6       | Leonardo Rodriguez   | Argentyna                | Sporting Toulon    | 12   |
| 9       | Christophe Cocard    | Francja                  | AJ Auxerre         | 11   |
| 10      | Jean-Marc Ferreri    | Francja                  | AJ Auxerre         | 9    |
| 10      | Youri Djorkaeff      | Francja                  | AS Monaco          | 9    |
| 10      | Jean-Philippe Sechet | Francja                  | AS Nancy           | 9    |
| 10      | David Zitelli        | Francja                  | AS Nancy           | 9    |
| 14      | Michel Rio           | Francja                  | SM Caen            | 8    |
| 14      | Joël Tiéhi           | Wybrzeże Kości Słoniowej | Le Havre AC        | 8    |
| 14      | Per Frandsen         | Dania                    | Lille OSC          | 8    |
| 14      | Jacek Ziober         | Polska                   | Montpellier HSC    | 8    |
| 14      | Gérald Baticle       | Francja                  | AJ Auxerre         | 8    |
| 14      | Patrick Revelles     | Francja                  | Sporting Toulon    | 8    |
| 14      | Michel Pavon         | Francja                  | Toulouse FC        | 8    |

## Olympique Marsylia – skład mistrzowskiego zespołu[2]
Bramkarze
- Pascal Olmeta

Obrońcy
- Manuel Amoros
- Jocelyn Angloma
- Pascal Baills
- Basile Boli
- Bernard Casoni
- Marcel Desailly
- Eric Di Meco
- Carlos Mozer

Pomocnicy
- Alain Boghossian
- Didier Deschamps
- Jean-Philippe Durand
- Patrice Eyraud
- Jean-Christophe Marquet
- Franck Sauzée
- Trevor Steven
- Dragan Stojkovic (na wypożyczeniu)

Napastnicy
- Marc Libbra
- Jean-Pierre Papin
- Abedi Pelé
- Chris Waddle
- Daniel Xuereb

Trener
- Tomislav Ivic, później  Raymond Goethals